# Pratt & Whitney
Pratt & Whitney er et amerikansk firma i United Technologies-gruppen, der laver motorer til bl.a. jetfly.
I 1861 begyndte Francis Pratt og Amos Whitney at producere våben til Nordstaterne i den amerikanske borgerkrig. Pratt & Whitney Aircraft Company blev grundlagt i Hartford, Connecticut, i 1925 af Frederick Rentschler. Pratt & Whitney Aircraft Company startede med at lave flymotorer og har siden været konkurrencedygtig på markedet. Som en af de tre store producenter af flymotorer konkurrerer de med General Electric og Rolls-Royce.
Firmaet har 36.000 ansatte, som forsyner 11.000 kunder i 195 lande. I 2009 gav firmaet et overskud på $1,84 mia. ved en omsætning på $12,58 mia.

## Motorer

### Til trafikfly
- PW2000 til Boeing 757
- PW4000 til Boeing 747, 767 og 777 samt Airbus A300, A310 og A330
- PW6000 til Airbus A318
- GP7000 til Airbus A380
- V2500 til Airbus A319, A320 og A321
- PurePower PW1000G til Mitsubishi Regional Jet (MRJ), Bombardier CSeries fly og Irkut MC-21 fly

### Til militærfly
- F100 til F-15 Eagle og F-16 Fighting Falcon
- F117 til C-17 Globemaster III
- F119 til F-22 Raptor
- F135 til F-35 Joint Strike Fighter

## Anden verdenskrig
Pratt & Whitney udviklede stjernemotorer til amerikanske fly i skarp konkurrence med Wright.
R-1830 Twin Wasp (R for radial; stjernemotor) var en 14-cylindret stjernemotor, der blev anvendt af Curtiss P-36 Hawk (1), Douglas TBD Devastator (1), Grumman F4F Wildcat (1), Douglas DC-3/Douglas C-47 Skytrain (2), Consolidated PBY Catalina (2) og Consolidated B-24 Liberator (4).
R-2800 Double Wasp var en 18-cylindret stjernemotor, der blev anvendt af Grumman F6F Hellcat (1), Republic P-47 Thunderbolt (1), Vought F4U Corsair (1), Douglas A-26 Invader (2), Martin B-26 Marauder (2), Northrop P-61 Black Widow (2) og Douglas DC-6 (4).
Ved krigens slutning kom den sidste stjernemotor R-4360 Wasp Major, der var 28-cylindret og bl.a. blev anvendt af Convair B-36 Peacemaker (6).

(Tallene i parentes angiver antallet af motorer på det pågældende fly)

## Rumfart
Pratt & Whitney-firmaet Rocketdyne producerer raketmotorer til flydende drivstoffer, bl.a. til Saturn V-måneraketten og rumfærgens hovedmotorer.